# 사오싱주

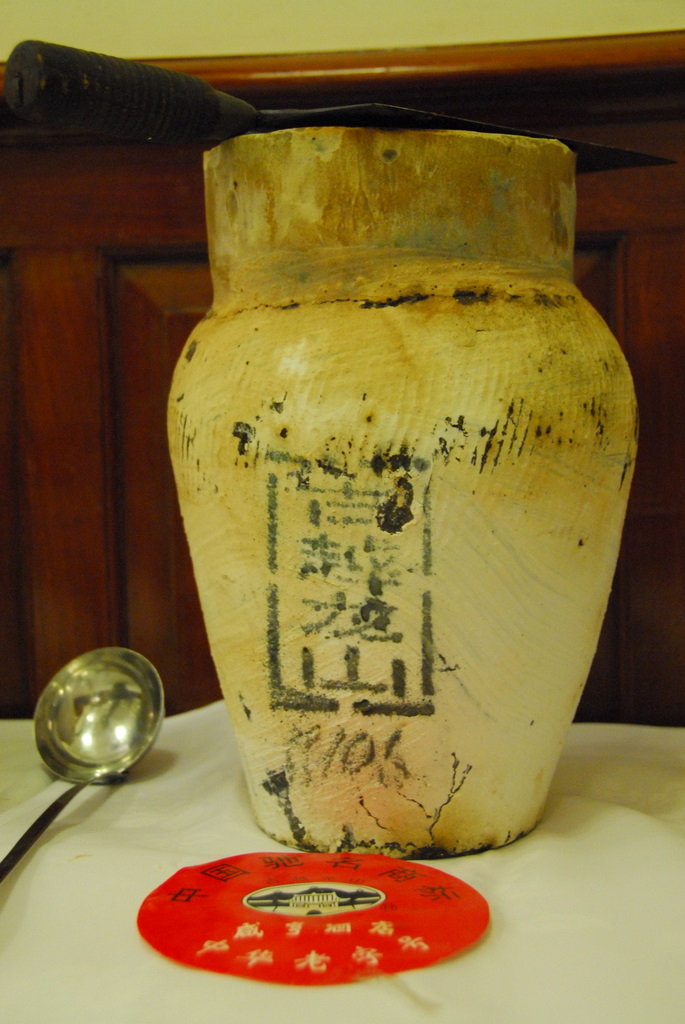
사오싱주

사오싱주(소흥주, 중국어 정체자: 紹興酒, 간체자: 绍兴酒, 병음: Shàoxīngjiǔ)는 중국의 황주 중에서 가장 역사가 오래된 술로서 중국을 대표하는 술 중의 하나로 저장성 사오싱(소흥) 지방의 찹쌀을 발효시켜, 감호의 물로 만들어진다.

## 개요
사오싱(紹興)은 저장성 항저우(杭州) 옆에 위치하고 있으며, 춘추전국시대에 월나라(越)의 수도로서 남쪽으로는 회계산(會稽山)과 감호를 끼고 있다. 중국에서는 감호의 물로 만들기 때문에 감호 명주라고도 한다. 알코올 도수는 14~18도로 술로 마시거나 조미료로 이용한다. 소흥주는 만드는 방법에 따라서 원홍주(元紅酒), 가반주(加飯酒), 선양주(善醸酒), 향설주(香雪酒) 4가지로 나뉘며, 오래 묵은 것을 라우 쭈(老酒)라고 한다.

## 역사
월나라 구천이 오나라를 치러 갈 때 군사들과 마셨던 술이라고 한다. 또한 역사가 깊은 만큼 삼국지연의나 수호전에도 영웅호걸들이 마시는 술로 묘사되고 있다. 이러한 역사적인 배경으로 인해 이 소흥 지방은 딸을 낳으면 소흥주를 담가 시집갈 때 처음으로 내 놓는다는 풍습이 있다고 한다.

## 만드는 방법
찹쌀을 보리누룩으로 발효시켜 감호(鑒湖)의 물을 이용해 담그는데 알콜도수는 14~18%이며 짙은 갈색을 띠고 있으며 오래 묵은 것 일수록 좋다.